# Communauté de communes du canton de Thiberville
La communauté de communes du Canton de Thiberville est une ancienne communauté de communes française, située dans le département de l'Eure et dans la région Normandie.

## Histoire
Le 1er janvier 2017, elle fusionne avec les communautés de communes du canton de Cormeilles et du Vièvre-Lieuvin pour former la communauté de communes Lieuvin Pays d'Auge.

## Composition
Elle regroupa vingt-et-une communes :
| Commune                   | Population 1999 | Code postal | Code INSEE |
| ------------------------- | --------------- | ----------- | ---------- |
| Barville                  | 61              | 27230       | 27042      |
| Bazoques                  | 136             | 27230       | 27046      |
| Boissy-Lamberville        | 276             | 27300       | 27079      |
| Bournainville-Faverolles  | 425             | 27230       | 27106      |
| La Chapelle-Hareng        | 79              | 27230       | 27149      |
| Drucourt                  | 614             | 27230       | 27207      |
| Duranville                | 173             | 27230       | 27208      |
| Le Favril                 | 145             | 27230       | 27237      |
| Folleville                | 173             | 27230       | 27248      |
| Fontaine-la-Louvet        | 284             | 27230       | 27252      |
| Giverville                | 270             | 27560       | 27286      |
| Heudreville-en-Lieuvin    | 106             | 27230       | 27334      |
| Piencourt                 | 147             | 27230       | 27455      |
| Les Places                | 55              | 27230       | 27459      |
| Le Planquay               | 123             | 27230       | 27462      |
| Saint-Aubin-de-Scellon    | 314             | 27230       | 27512      |
| Saint-Germain-la-Campagne | 748             | 27230       | 27547      |
| Saint-Mards-de-Fresne     | 317             | 27230       | 27564      |
| Saint-Vincent-du-Boulay   | 267             | 27230       | 27613      |
| Le Theil-Nolent           | 186             | 27230       | 27627      |
| Thiberville               | 1 537           | 27230       | 27629      |